# Ata
Az Ata török eredetű régi magyar személynév, a jelentése: apa.

## Képzett nevek
- Atád:[1] a név -d kicsinyítőképzős származéka, így a jelentése apácska[2]
- Atos:[1] a név -s kicsinyítőképzős származéka[3]

## Gyakorisága
Az 1990-es években szórványosan fordultak elő, a 2000-es években nem szerepelnek a 100 leggyakoribb férfinév között.

## Névnapok
- Ata, Atád:  november 11.[2]
- Atos: március 10.,[3] május 22.,[3] november 11.[3]